# Oliver Bulleid

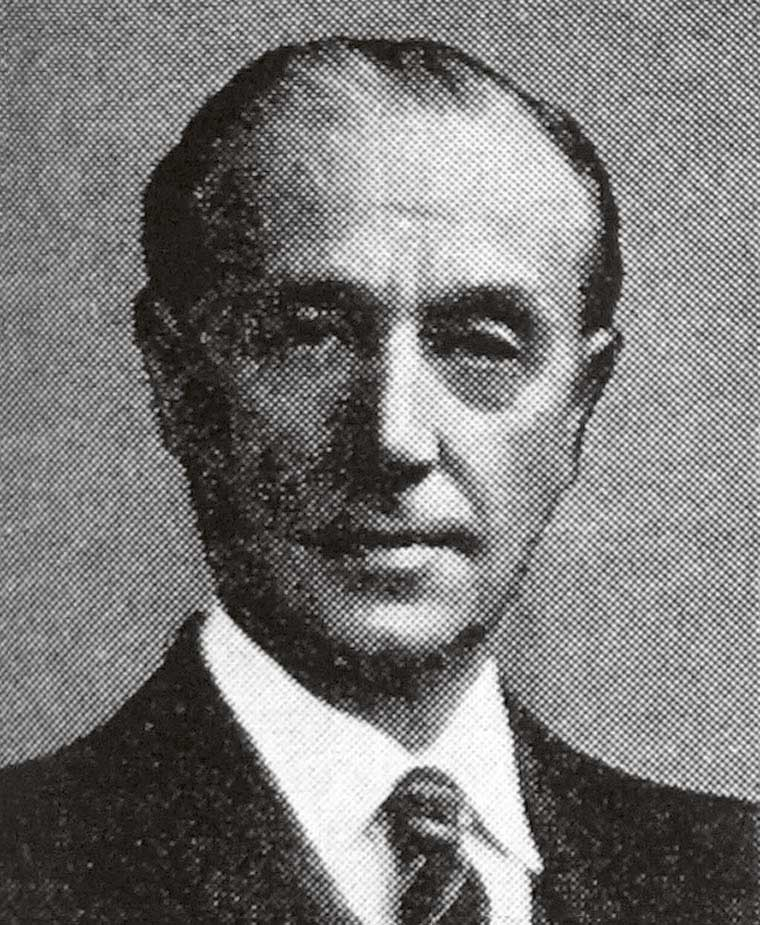
Oliver Bulleid im Jahr 1947

Oliver Vaughan Snell Bulleid (* 19. September 1882 in Invercargill; † 25. April 1970 auf Malta) war ein britischer Eisenbahn- und Maschinenbauingenieur, der sich vor allem als Chief Mechanical Engineer (CME) der Gesellschaft Southern Railway von 1937 bis kurz nach der Verstaatlichung im Jahr 1948 sowie mit der Entwicklung zahlreicher bekannter Lokomotiven einen Namen machte.

## Leben
Er war an der Südspitze Neuseelands als Kind von William Bulleid und seiner Frau Marian Pugh geboren, die britische Einwanderer waren. Nach dem Tod seines Vaters 1889 kehrte Bulleid mit seiner Mutter nach Llanfyllin in Wales zurück, wo die Familie zu Hause gewesen war. Nach dem Besuch der örtlichen Grundschule besuchte er ab September 1893 das Spa College in Bridge of Allan in Stirlingshire/Schottland. Ab 1896 absolvierte er eine technische Ausbildung in Accrington in Lancashire, die er 1901, im Alter von 18 Jahren, am Institution of Mechanical Engineers beendete und gleich anschließend zur Great Northern Railway (GNR) als Lehrling antrat. Technischer Leiter war damals Henry Ivatt. Nach einer vierjährigen Lehrzeit wurde er als Assistent übernommen und bereits ein Jahr später dort Betriebsleiter.
1908 verließ er das Unternehmen, um in Paris bei Westinghouse Electric als Testingenieur eine neue Herausforderung zu finden. Kurz darauf wurde er Assistent des Betriebsleiters und Chefzeichner. Noch im gleichen Jahr heiratete er Marjorie Ivatt, die jüngste Tochter seines ehemaligen Chefs. Anschließend arbeitete er kurze Zeit für das Handelsministerium, 1910 gefolgt von der Ausrichtung von Ausstellungen in Brüssel, Paris und Turin. Während dieser Zeit unternahm er weite Reisen in Europa, unter anderem auch eine Fahrt mit Gresley, Stanier und Hawksworth nach Belgien, um eine Meterspur-Drehgestell-Lokomotive zu sehen. Im Dezember 1912 kehrte er zurück zur GNR als persönlicher Assistent von Nigel Gresley, dem neuen Chefingenieur, der die nächsten sechs Jahre sein Chef war. Im Ersten Weltkrieg wurde Bulleid eingezogen und der Abteilung Schienenverkehr zugeordnet. Er erreichte den Rang eines Majors. Nach dem Krieg wurde Bulleid Leiter des Waggon- und Wagenbaus der GNR.

## Arbeit

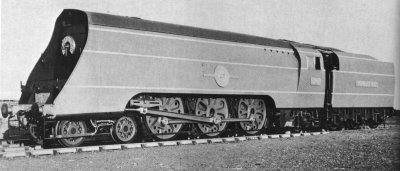
Lokomotive 21C1 35001 der Merchant-Navy-Class von 1941

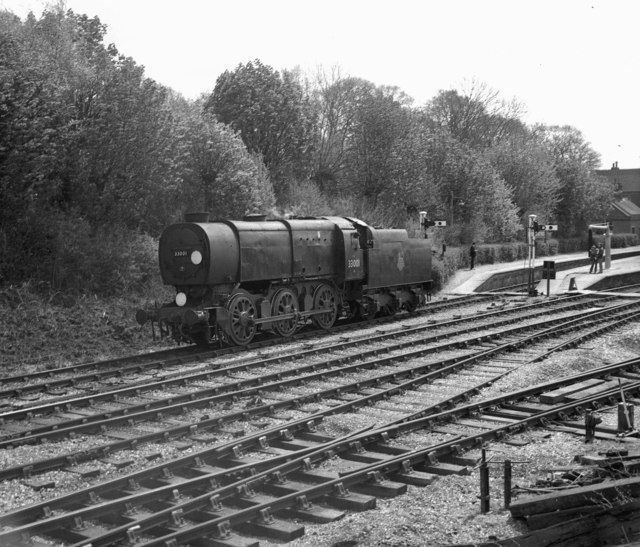
Q1-Lokomotive C1 1982 auf der Bluebell Railway im Bahnhof von Horsted Keynes

Nach Inkrafttreten des Railways Act 1921 war Bulleid bei der London and North Eastern Railway wieder Assistent von Gresley, der auch als Chief Mechanical Engineer (CME) der neuen Gesellschaft arbeitete. In den nächsten 15 Jahren entwickelten die beiden eine Reihe neuer Lokomotivtypen, darunter auch die erfolgreichen Pacific-Lokomotiven der LNER-Klasse A4.
Im Jahr 1937 übernahm Bulleid den Posten des CME der Southern Railway (SR) mit einem Gehalt von 3000 £, nachdem sich sein Vorgänger Richard Edward Lloyd Maunsell in den Ruhestand verabschiedete. Sein erster eigener Beitrag für die Southern Railway war der Bau von drei 350 PS starken dreiachsigen diesel-elektrischen Rangierloks, der noch durch Maunsell im Vorjahr initiiert worden war. Zunächst wurden bei den SR-eigenen Ashford railway works drei davon gebaut, die sich als tauglich erwiesen und durch eine spätere Bestellung von acht weiteren ergänzt werden sollten. Wegen des Ausbruchs des Zweiten Weltkrieges wurde die Bestellung wieder storniert. 1949 und 1952 wurden weitere 26 der geänderten Fassung dieser Lokomotiven gebaut. Später wurde sie als BR-Klasse 12 bezeichnet.
Eine besondere Bedeutung hatte im britischen Bahnverkehr die Einführung der Pacific-Lokomotiven der Merchant Navy-Klasse, die nach Reedereien benannt waren. Neben einer modernen, stromlinienartigen Außenverkleidung hatten diese auch eine Reihe von Verbesserungen im Inneren, die sie erfolgreich machen sollte. Ab 1941 wurden insgesamt 30 dieser Loks gebaut, gefolgt von 110 Exemplaren einer leichteren Variante, der West Country- bzw. Battle of Britain-Klasse. Ein weiterer wichtiger Lokomotivtyp waren die Güterzug-Lokomotiven der Q1, mit der Achsfolge 0-6-0, von denen ab 1942 40 Stück gebaut wurden und deren ungewöhnliche Konstruktion dem kriegsbedingten Material- und Personalmangel Rechnung trug („austerity design“).

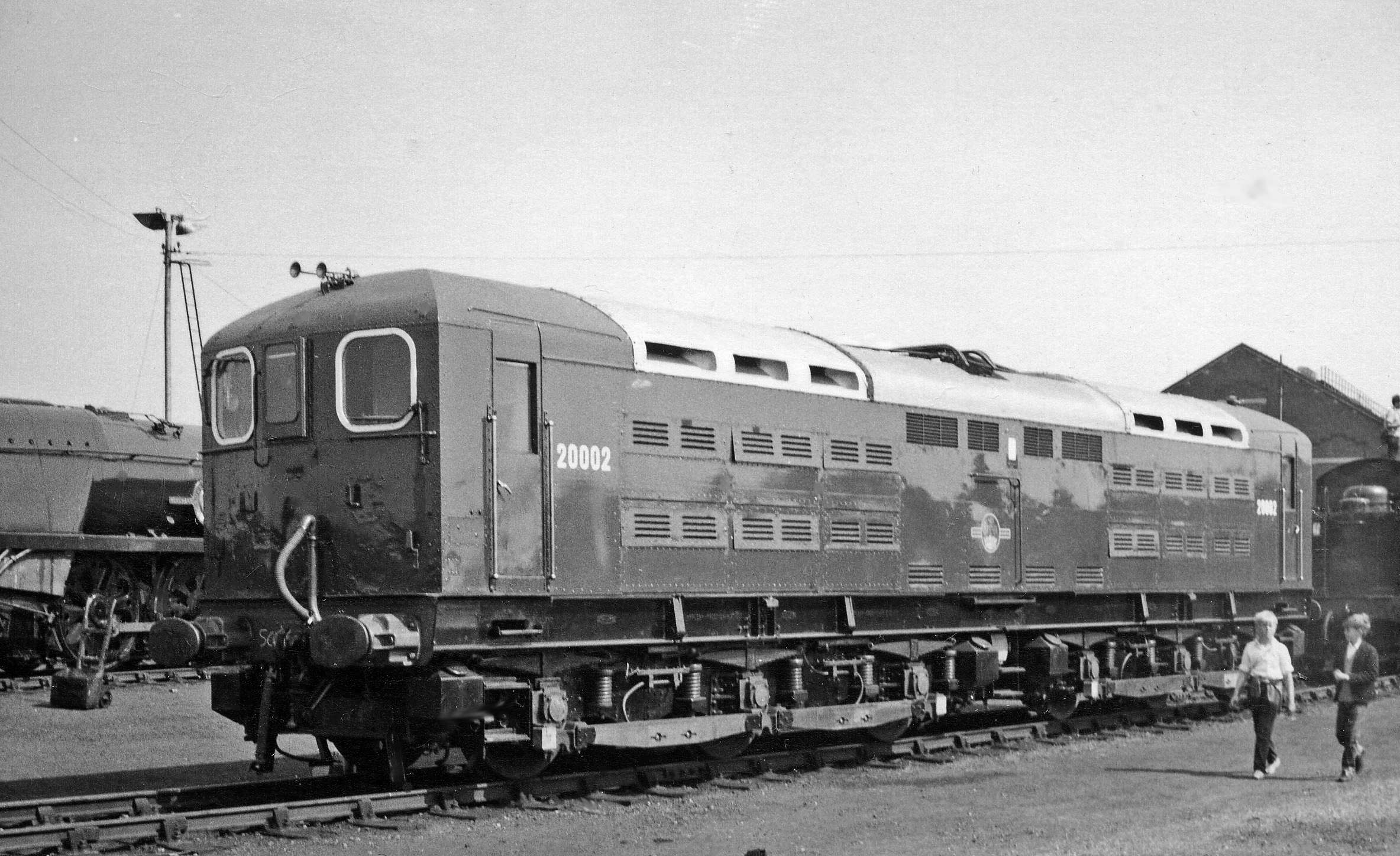
Der erste Elektrolok-Typ der Southern Railway

Neben seinen konstruktiven Arbeiten spielte Bulleid auch eine wichtige Rolle bei der Streckenelektrifizierung der SR, die vor dem Zweiten Weltkrieg das größte elektrifizierte Netz in Großbritannien besaß. Bereits zwischen 1941 und 1945 entwickelte er das Design zweier Elektrolokomotiven, der CC1 und CC2, mit einer Leistung von 1100 kW und einer Spitzengeschwindigkeit von 121 km/h, die für 1000-t-Güterzüge und 750-t-Personenzüge zugelassen wurden, später als BR-Klasse 70 bezeichnet. Auch entwickelte er einen der wenigen britischen Doppeldecker-Triebwagen für die chronisch überlasteten Pendlerzüge nach London, den SR-Klasse 4DD, der über eine seitliche Stromschiene elektrisch versorgt wurde. Wegen des geringen Tunnelprofils war eine solche Konstruktion praktisch unmöglich. Letztendlich wurden die Wagen von den Fahrgästen nicht akzeptiert und nach nur zwei gebauten Prototypen und wenigen Jahren Dienstzeit wieder abgestellt. Eine britische Zeitung verunglimpfte sie als „Sardine Special“. Auch Güterwagen wie die Tiefladewagen SR Flatrol 1682 wurden von ihm konstruiert.

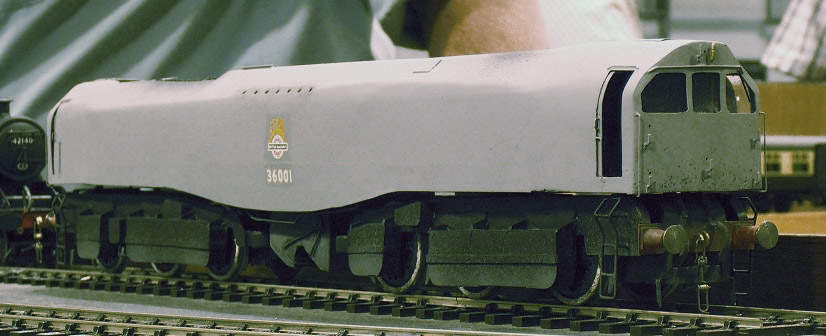
Modell der SR Leader-Klasse

Noch vor der Verstaatlichung der Bahn 1949 entwickelte Bulleid die letzte Dampflokomotive für die SR, die Leader-Klasse. Das Aussehen erinnerte mit den für eine Dampflokomotive außergewöhnlichen Endführerständen an eine Diesellokomotive. Der Antrieb erfolgte mithilfe zwei dreiachsiger Drehgestelle mit jeweils drei Zylindern. Die Achsen jedes Drehgestells waren durch Ketten verbunden. Nach dem Ausscheiden Bulleids wurde die Weiterentwicklung dieses Typs eingestellt und von den fünf begonnenen Lokomotiven nur eine fertiggestellt.
Mit 67 Lebensjahren wechselte Bulleid zur staatlichen irischen Eisenbahngesellschaft Córas Iompair Éireann. Dort war er bis zu seiner Pensionierung ebenfalls als CME eingestellt und sorgte für eine rasche Umstellung von der Dampf- zur Dieseltechnologie. In den Folgejahren wurden über 100 Maschinen angeschafft. Sein Versuch, Torf-Verbrennung bei Lokomotiven einzuführen, scheiterte – der Turf Burner blieb ein Einzelstück, ähnelte aber in vielem der Leader-Klasse. Im vierundsiebzigsten Lebensjahr begab er sich 1958 in den Ruhestand, um dann noch bis 1967 als Honorarprofessor Vorlesungen an der University of Bath zu halten.
Ein Feuer zerstörte am 2. Juni 1967 sein Hab und Gut in Exmouth, was ihn veranlasste, die Brücken abzubrechen und seinen Alterssitz nach Malta zu verlegen, wo er, nach einem kurzen Aufenthalt in Gibraltar 1968, im Alter von 87 Jahren am 25. April 1970 starb.
Bereits seit 1966 wird durch die Bulleid Society Ltd. das Andenken an Oliver Bulleid aufrechterhalten. Ursprünglich war die Organisation gegründet worden, um von der Verschrottung bedrohte Bulleid-Lokomotiven zu retten. Mittlerweile sind eine Vielzahl von Restaurierungen durchgeführt worden.